# Guerre des Goths (535-553)
Pour un article plus général, voir Guerre des Goths.
Guerre entre Ostrogoths et Byzantins
Batailles
- Palerme (535)
- Naples (536)
- Rome (537-538)
- Vérone (541)
- Faventia (542)
- Mucellium (542)
- Naples (542-543)
- Rome (546)
- Rome (549-550)
- Sena Gallica (551)
- Taginae (552)
- Vésuve (552)
- Volturno (554)

La guerre des Goths est un conflit qui opposa les Romains d'Orient et les Ostrogoths en Italie entre 535 et 553. Cette guerre intervient à la suite de la décision de Justinien Ier en 535 de reconquérir les provinces romaines occidentales perdues à la fin du siècle précédent lors de leur conquête par les Hérules d'Odoacre puis les Ostrogoths de Théodoric le Grand. La victoire de Justinien inaugure l'Italie byzantine.
La guerre des Goths prend la suite de la guerre des Vandales qui permet la reconquête de l'Afrique du Nord par l'Empire romain d'Orient. En tant que centre historique de la puissance romaine, l'Italie constitue une cible de choix pour les ambitions impériales de Justinien. En 535, l'invasion est menée notamment par Bélisaire, le grand général de Justinien, qui envahit d'abord la Sicile avant de s'emparer de Rome qu'il défend lors d'un siège difficile. Jusqu'en 540, il s'empare méthodiquement des positions ostrogothes, poussant le roi Vitigès à la reddition. Toutefois, son départ en 540 affaiblit fortement la position byzantine, d'autant que des effectifs sont redéployés en Orient.
Les Ostrogoths réagissent en nommant un nouveau roi en la personne de Totila. En quelques années, il remporte plusieurs succès face à des Byzantins affaiblis par le manque de moyens et un commandement divisé. Si Bélisaire revient en Italie, il ne peut empêcher la chute de Rome en 546, avant de quitter définitivement la péninsule. Plusieurs généraux se succèdent sans réussite alors que Totila a presque entièrement reconquis l'Italie continentale. Face à ce défi, Justinien finit par envoyer Narsès avec des moyens militaires et financiers d'importance pour réduire définitivement la menace des Ostrogoths. Le général byzantin remporte une victoire décisive en 552, lors de laquelle Totila est tué. Quelques mois plus tard, lors de la bataille du mont Lactarius, il annihile la dernière armée ostrogothe commandée par Teias. Cette victoire permet aux Byzantins de s'emparer de l'ensemble de la péninsule, d'autant qu'ils repoussent une tentative de pénétration des Francs en Italie.
Si le succès byzantin est réel, il est profondément tempéré par l'état de dévastation dans lequel se trouve l'Italie au sortir d'une longue guerre, marquée par un accroissement des exactions au fur et à mesure des années. La structure sociale de la péninsule est durablement transformée avec un déclin de l'aristocratie romaine ; la ville de Rome elle-même perd son statut de grande ville. Seule la Sicile apparaît comme une province prospère et facile à défendre, tandis que le Nord de l'Italie est sous la menace des Lombards, dont les invasions commencent dès les années 560.

## Contexte

### La situation de l'Italie sous les Ostrogoths

La situation en Europe en 500.
Apogée du royaume ostrogoth.

En 476, la déposition de Romulus Augustule marque la fin de l'Empire romain d'Occident. Avec cette disparition, l'Italie, cœur historique de la puissance romaine, passe aux mains des Barbares. En l'occurrence, ce sont les Hérules d'Odoacre qui deviennent les nouveaux maîtres de la péninsule. Cependant, en Orient, l'Empire romain d'Orient revendique la perpétuation de l'héritage romain, ainsi que la domination des terres anciennement dominées par Rome. Pour contrecarrer les Hérules, l'empereur Zénon charge Théodoric le Grand, chef des Ostrogoths, de les chasser de l'Italie, ce qu'il parvient à faire. C'est un autre royaume barbare qui règne désormais sur l'Italie. Toutefois, Théodoric reconnait la suzeraineté romaine sur son royaume. Nommé patrice et consul, Théodoric gouverne l'Italie au nom de l'empereur romain d'Orient.

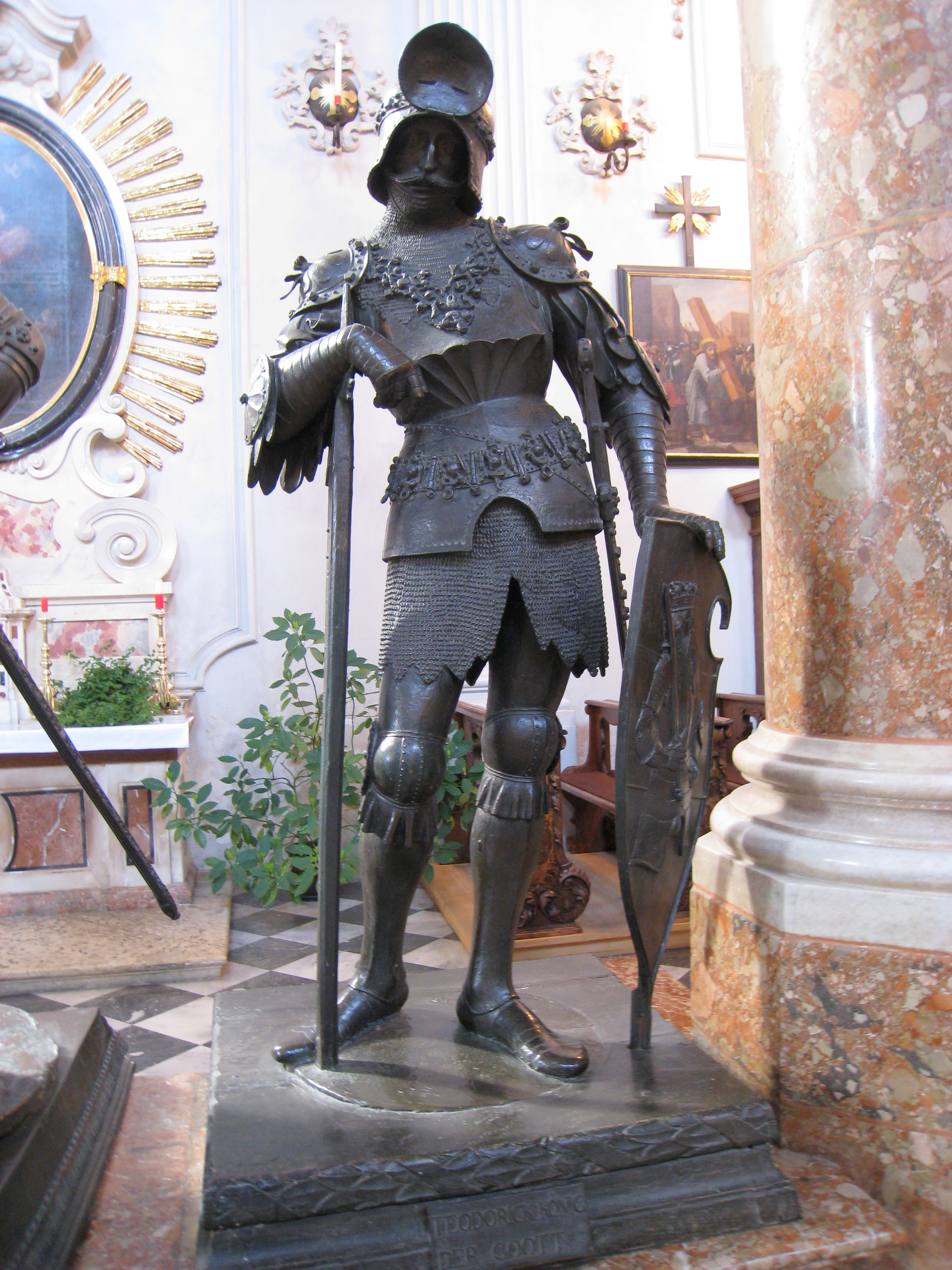
Statue de Théodoric le Grand à Innsbruck.

Dans les faits, Théodoric dirige le plus puissant royaume barbare à s'être installé sur les anciennes terres romaines en Occident. Son territoire s'étend en Pannonie, en Septimanie et, en 511, il exerce sa suzeraineté sur le royaume wisigoth. En outre, Théodoric veille à conserver de bonnes relations avec l'aristocratie romaine et avec le Sénat romain, toujours présent. Théodoric s’appuya sur les élites locales pour bien administrer l’Italie. L’ordre social demeura donc en grande partie inchangé, à l’exception d’une nouvelle élite guerrière d’origine gothique. En cela, le royaume ostrogoth se distingue du royaume des Vandales, beaucoup plus hostile aux Romains en général et aux prétentions de Constantinople de poursuivre l'idéal universaliste de l'Empire romain.
Néanmoins, la puissance des Ostrogoths présente des limites certaines. Elle repose grandement sur la personnalité et l'habileté de Théodoric. En outre, la population romaine reste peu enthousiaste à l'idée d'être gouvernée par des Barbares tandis que le pape condamne l'arianisme professé par les Ostrogoths et voit en l'empereur son protecteur naturel. Enfin, l'empire d'Orient reste méfiant envers ce royaume trop puissant avec qui il entretient des frontières communes. Déjà, sous Anastase, des frictions débouchent sur des accrochages en Pannonie avec la prise de Sirmium par les Ostrogoths tandis qu'Anastase noue une alliance avec Clovis, le roi des Francs, qui se pose en concurrent de Théodoric.

### L'arrivée au pouvoir de Justinien

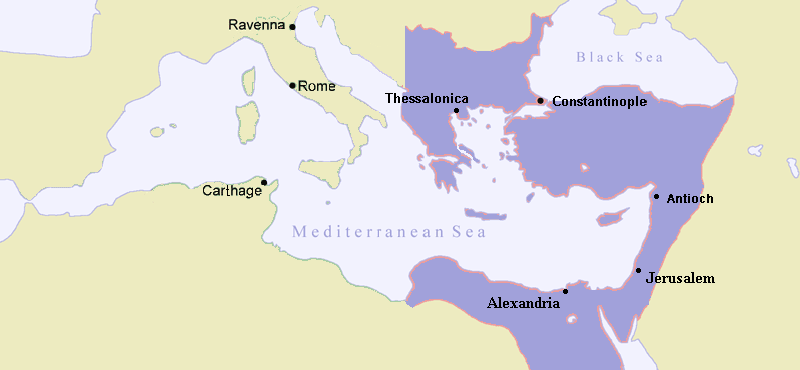
L'Empire d'Orient quand Justinien arrive au pouvoir.

Profitant d’une croissance démographique et économique ainsi que d’un trésor impérial bien rempli, Justinien pouvait envisager une politique d’expansion. En regardant la géopolitique de l’époque, seul l’Occident offre des opportunités d’expansion rapide ayant des chances de réussir. Justinien négocia donc rapidement une paix avec l’Empire perse. Il pouvait maintenant concentrer ses efforts vers l’Occident.
La plus grande menace à son projet était la flotte vandale qui pouvait nuire à ses visées expansionnistes en Occident. Le royaume vandale comprenait l’ancienne province de l’Afrique ainsi que la Corse et la Sardaigne. Sous le prétexte de libérer d’anciens territoires romains du joug d’hérétiques, une flotte quitta Constantinople en juin 533 vers l’Afrique. Justinien met Bélisaire à la tête d’une armée de 15 000 hommes en tant que généralissime investi de pouvoirs spéciaux.

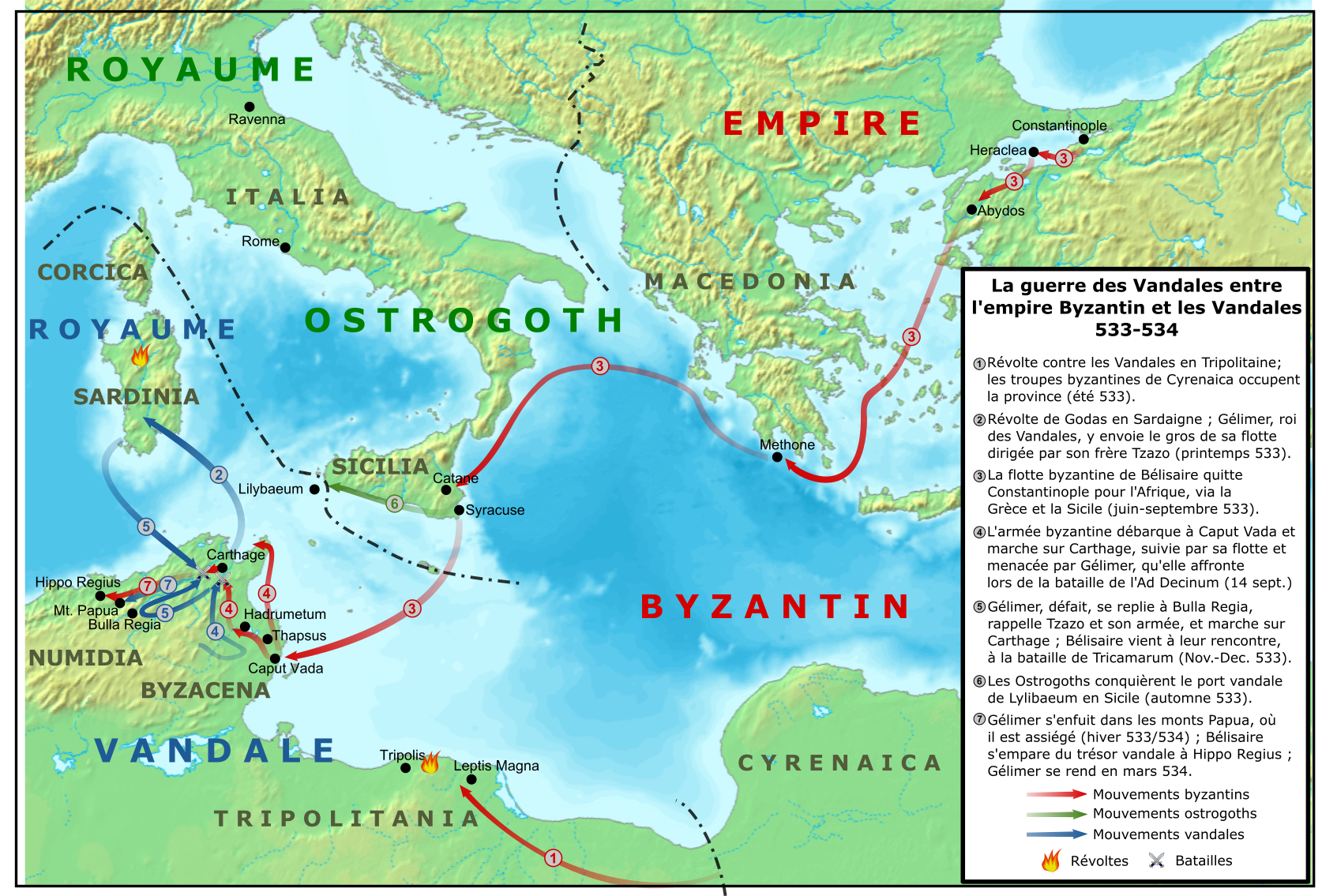
La guerre des Vandales, lors de laquelle les Ostrogoths prennent le port vandale en Sicile.

La guerre contre les Vandales fut très brève et leur roi Gélimer parada à Constantinople lors du triomphe de Bélisaire moins d’un an après le départ de celui-ci pour l’Afrique.
Au moment de l'arrivée au pouvoir de Justinien en 527, cela fait un an que Théodoric est mort. Son héritier et petit-fils, Athalaric, est trop jeune pour lui succéder et c'est sa mère Amalasonthe qui agit comme régente. En tant que femme, elle fait face à l'hostilité d'une partie de l'élite ostrogothe. Plus encore, celle-ci lui reproche ses liens trop étroits avec Constantinople. Elle permet notamment à Bélisaire de faire étape en Sicile lors de son expédition qui mène à la destruction du royaume des Vandales en 533. Une partie des Ostrogoths craignent que les visées expansionnistes de Justinien ne le conduisent bientôt à jeter son dévolu sur l'Italie, que l'Empire romain d'Orient n'a jamais renoncé à reconquérir. La position d'Amalasonthe se fragilise quand Athalaric décède car elle ne peut plus agir comme régente légitime. Elle doit prendre un époux. Elle choisit Théodahat, neveu de Théodoric, à qui elle fait promettre de n'agir comme roi que de manière nominale. Toutefois, il ne tarde pas à se retourner contre elle et l'exile avant de la faire assassiner en 535. En effet, il est bien moins favorable aux Romains qu'elle. À Constantinople, cette nouvelle constitue le prétexte idéal pour intervenir dans les affaires ostrogothiques.

## Forces en présence

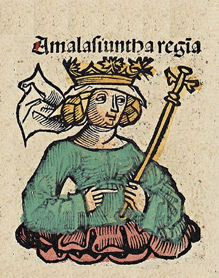
Amalasonte, représentée dans la chronique de Nüremberg du XV.

L'attaque du royaume ostrogoth constitue la deuxième étape des menées expansionnistes de Justinien. Celui-ci, par l'intermédiaire de son général Bélisaire, vient de détruire en quelques mois le royaume vandale. Néanmoins, le royaume ostrogoth constitue une cible autrement dangereuse. Son territoire s'étend sur toute l'Italie, y compris la Sicile mais aussi une partie de la Pannonie, la barrière alpine et mord sur le Sud-Ouest de la Gaule. Alors que la conquête de l'Afrique repose sur la prise de la région de Carthage où les Vandales sont massés, celle de l'Italie passe par la maîtrise totale de la péninsule, au risque de permettre aux Ostrogoths, plus dispersés, de constituer des noyaux de résistance. Or, une telle maîtrise territoriale nécessite des moyens militaires d'importance, d'autant que les Ostrogoths entretiennent des positions fortifiées, notamment dans les Apennins alors qu'en Afrique, les Vandales avaient rasé les murailles des places qu'ils avaient conquises,. L'armée ostrogothe est solide et peut s'appuyer sur des forces de cavalerie mobiles, promptes à tendre des embuscades à ses adversaires. Pour autant, elle souffre de l'absence de cavalerie lourde et d'archers à cheval, la rendant inférieure aux forces impériales dans le cadre de bataille rangée. L'armée comprend aussi des contingents composés d'autres peuples germaniques voire de Romains. En effet, la population romaine est partagée à l'idée d'une intervention de Justinien. Une partie de l'aristocratie est jalouse de son autonomie qu'elle a conservée sous les Ostrogoths, même si ses pouvoirs sont symboliques. De même, la papauté entretient une position ambiguë. Elle s'est construite sur le principe d'une dualité entre le pouvoir spirituel et le pouvoir temporel, incarné par l'empereur. Celui-ci est le protecteur naturel du pape depuis que l'empire d'Occident s'est effondré. Toutefois, les relations avec Constantinople sont parfois tendues, comme en témoignent les atermoiements à propos de la politique favorable au monophysisme menée par Anastase. Si les liens ont été rétablis depuis l'arrivée sur le trône de Justin Ier, une méfiance demeure. Le pape désire conserver son indépendance par rapport à l'empereur. Néanmoins, depuis que l'empire d'Orient est revenu aux principes du concile de Chalcédoine, une même conception doctrinale unit Rome et Constantinople alors que les Ostrogoths sont ariens.
Les motivations des Byzantins à envahir l'Italie sont nombreuses. Tout d'abord, l'Italie reste le foyer traditionnel de la romanité. En toute logique, elle doit donc être gouvernée par un empereur romain. En outre, sa conquête permettrait de renforcer l'emprise byzantine dans l'Afrique nouvellement reconquise, en contribuant à refaire de la mer Méditerranée une mare nostrum. Dès l'annonce de la mort d'Amalasonthe connue, Justinien met en branle ses armées. L'ambassadeur byzantin à Ravenne, capitale des Ostrogoths, fait part à Théodat des intentions guerrières de Justinien, tandis que le roi ostrogoth se défausse de sa responsabilité dans la mort d'Amalasonthe. Dans le même temps, l'empereur continue d'agir par la voie diplomatique, soufflant le chaud et le froid, en espérant provoquer des dissensions parmi les Ostrogoths. Sur le plan militaire, l'action byzantine passe par une attaque en tenaille. Au nord, Mundus doit attaquer les possessions ostrogothes sur la côte dalmate avant de progresser au nord de l'Italie. C'est la route la plus courte vers Ravenne. Au sud, Bélisaire, tout juste enorgueilli de son succès en Afrique, doit prendre la Sicile et remonter vers Rome. Ce plan a pu susciter l'étonnement en ce qu'il confie au meilleur général, Bélisaire, le commandement sur le front apparemment secondaire. Une telle décision pourrait s'expliquer par la volonté de Justinien de conquérir rapidement la Sicile, pivot stratégique de la Méditerranée, dont la possession éloignerait le risque de troubles en Afrique provoqués par les Ostrogoths. De surcroît, une offensive par le sud permet d'atteindre Rome rapidement. Si cette cible présente un intérêt limité sur le plan militaire, il en est tout autrement d'un point de vue politique. La conquête de Rome doit être l'élément central du projet impérial de rénovation de la puissance romaine.

## Phases de la guerre

### Première phase: une progression triomphale
Les premiers mois de la guerre sont particulièrement favorables aux Byzantins. En Dalmatie, Mundus prend Salone et s'assure le contrôle de la région. Au sud, Bélisaire à la tête de 9 000 hommes s'empare presque sans combattre de la Sicile. Seule la ville de Palerme, où se sont réfugiés les Goths, lui résiste quelque temps mais finit par tomber. Le dernier jour de l'année 535, Bélisaire peut célébrer son nouveau succès à Syracuse. Pour capitaliser sur son avantage, Justinien tente de s'allier aux Francs en leur offrant d'importantes sommes d'argent mais Théodat leur a aussi versé 30 000 pièces d'or, les incitant à rester à l'écart. De son côté, le roi ostrogoth tente de négocier alors que les premiers revers ont fragilisé sa position. Il est prêt à céder une partie de la souveraineté sur l'Italie à l'Empire. C'est toujours Pierre qui joue les intermédiaires mais il est rappelé par Théodat qui décide d'aller plus loin. Il pourrait aller jusqu'à s'engager à céder ses droits sur son royaume, en échange d'un droit à l'exil à Constantinople et 200 000 pièces d'or. Justinien accepte cette proposition qui correspond ni plus ni moins qu'à une capitulation mais c'est un faux semblant. Si Théodat est prêt à abandonner l'Italie, il n'en est pas de même des Ostrogoths qui ne manqueraient pas de résister et de s'opposer à la décision de leur roi. En outre, en avril 536, Théodat lui-même revient en arrière. En effet, les Goths ont lancé une contre-offensive en Dalmatie et ont vaincu une force byzantine conduite par Maurice, le fils de Mundus. Celui-ci, aveuglé par le chagrin, se précipite à la rencontre de ses adversaires. S'il les met en fuite, il est tué lors de l'affrontement. Si Salone est conservée, un précieux général a été perdu, de même que toute perspective de reddition des Ostrogoths. Il est probable que Théodat a reculé face à l'évidence qu'une reddition conduirait à son renversement,,.

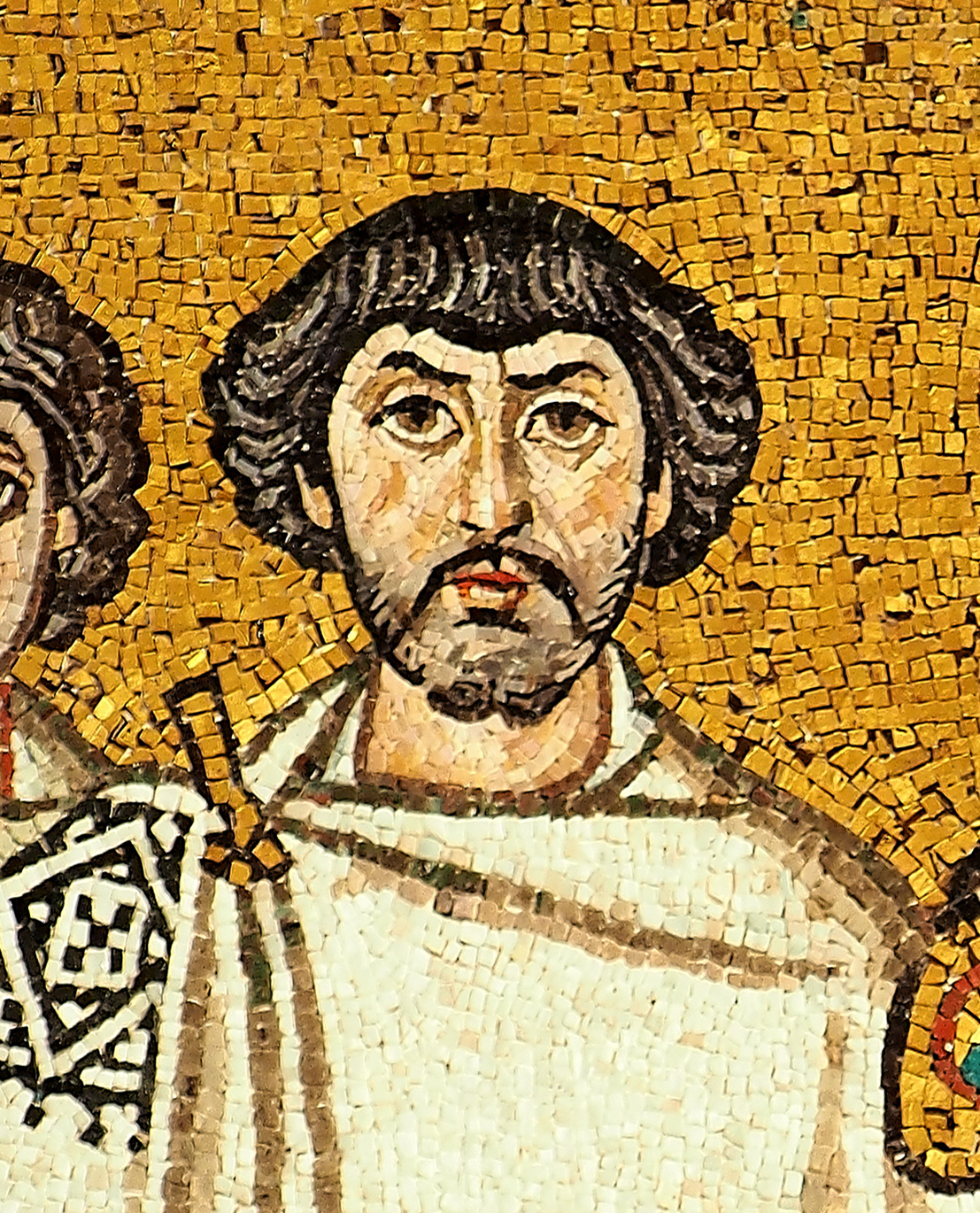
Représentation présumée de Bélisaire sur une mosaïque de la basilique San-Vital de Ravenne.

C'est par la voie des armes que doit se faire la conquête de l'Italie. Constantianus remplace Mundus et se rend à Épidamne pour constituer son armée. En face, les Ostrogoths en profitent pour prendre Salone. Constantianus réagit en progressant méthodiquement vers Salone. Après avoir envoyé Siphilas prendre possession du défilé conduisant à la ville, il y pénètre par terre et par mer alors que les Ostrogoths l'ont déjà évacuée. De nouveau, la Dalmatie est sous le contrôle des Byzantins. Cependant, c'est au sud que la progression des Byzantins est la plus décisive. Là encore, c'est Bélisaire qui s'illustre. En mai 536, de retour d'une expédition africaine visant à réprimer un soulèvement, il débarque en Italie continentale à la tête de 10 000 hommes, dont beaucoup de ses buccelaires, des soldats constituant sa garde privée et surprend puis capture Ebrimuth, chargé de garder le détroit de Messine. Il avance rapidement et sans difficultés, couvert par la flotte. La population est favorable aux troupes impériales tandis que les forces ostrogothes se rendent sans combattre, certains de ses éléments renforçant la propre armée de Bélisaire. En octobre 536, il arrive devant Naples, une place-forte des Ostrogoths que ces derniers sont déterminés à défendre. Il tente d'abord d'obtenir la reddition de la ville et joue sur l'hostilité de la population envers la garnison ostrogothe. Toutefois, celle-ci ne cède pas. Un premier assaut est repoussé et Bélisaire décide de couper l'approvisionnement en eau de la cité, sans provoquer de pénuries. Pourtant, ce sont bien les aqueducs qui vont décider du sort de la bataille. L'un d'eux permet à une petite troupe byzantine de pénétrer discrètement dans la cité et de s'emparer des murailles de l'intérieur. Le siège n'a duré qu'une vingtaine de jours et les Ostrogoths commencent à paniquer face à la facilité de la progression des Byzantins. De plus en plus, le doute s'installe sur la capacité de Théodat de mener cette guerre. Une partie de leur armée finit par proclamer roi Vitigès, un personnage qui s'est illustré par ses succès militaires. Rapidement, le nouveau monarque rassemble ses forces pour passer à l'offensive,,.

### Rome: enjeu cardinal de la guerre

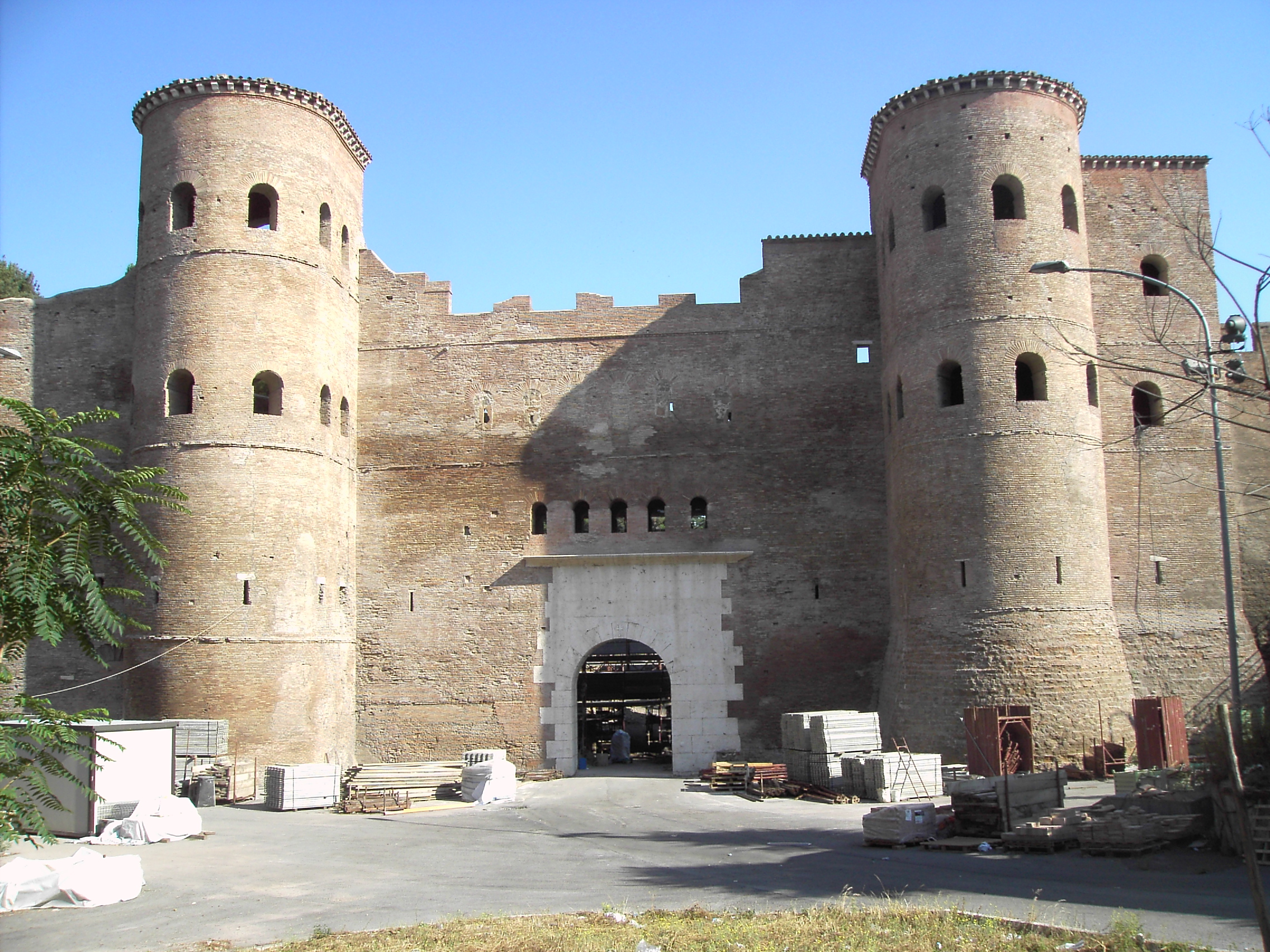
La porte Asinaria par laquelle Bélisaire pénètre dans Rome.

La prise du pouvoir par Vitigès n'empêche pas Bélisaire de continuer sa marche en avant vers Rome. Les habitants de la cité informent Bélisaire de leur intention de se rendre tandis que la garnison ostrogothe, consciente de l'absence de soutien de la population, décide de se retirer. Le 9 ou le 10 décembre 536, Bélisaire pénètre dans la cité impériale par la porte Asinaria alors que les Goths la quittent par la porte Flaminia. Symboliquement, le succès est d'une ampleur considérable. Toutefois, une fois la ville prise, encore faut-il la défendre. Bélisaire n'a sous ses ordres que 5 à 10 000 hommes, ce qui est très peu pour défendre les vingt kilomètres de muraille de la ville. Toute progression supplémentaire vers le nord lui est interdite, au risque de disperser excessivement ses forces entre la défense de Rome et la poursuite de l'offensive. Dès lors, il décide de se préparer à soutenir un siège. Il fait renforcer les fortifications de la cité et s'assure d'un approvisionnement suffisant en vivres. Dans le même temps, il confie à Constantinos la mission de s'emparer de quelques places-fortes en Toscane pour gêner la progression et le siège à venir des Ostrogoths. Il s'empare ainsi de Pérouse et de Spolète, tandis que Bessas prend Narni, ce qui assure aux Byzantins un contrôle sur la Via Flaminia. De son côté, Vitigès met le siège devant Salone pour prévenir toute offensive byzantine depuis la Dalmatie et, en février 537, il se tourne avec le gros de ses forces vers Rome, laissant Asinarius et Uligisalus à la tête du front dalmate. Procope de Césarée assure qu'il a sous ses ordres 150 000 hommes, ce qui est une grossière exagération. Toutefois, il pourrait bien avoir jusqu'à 30 000 hommes dans son armée, ce qui lui confère déjà une confortable supériorité numérique,.

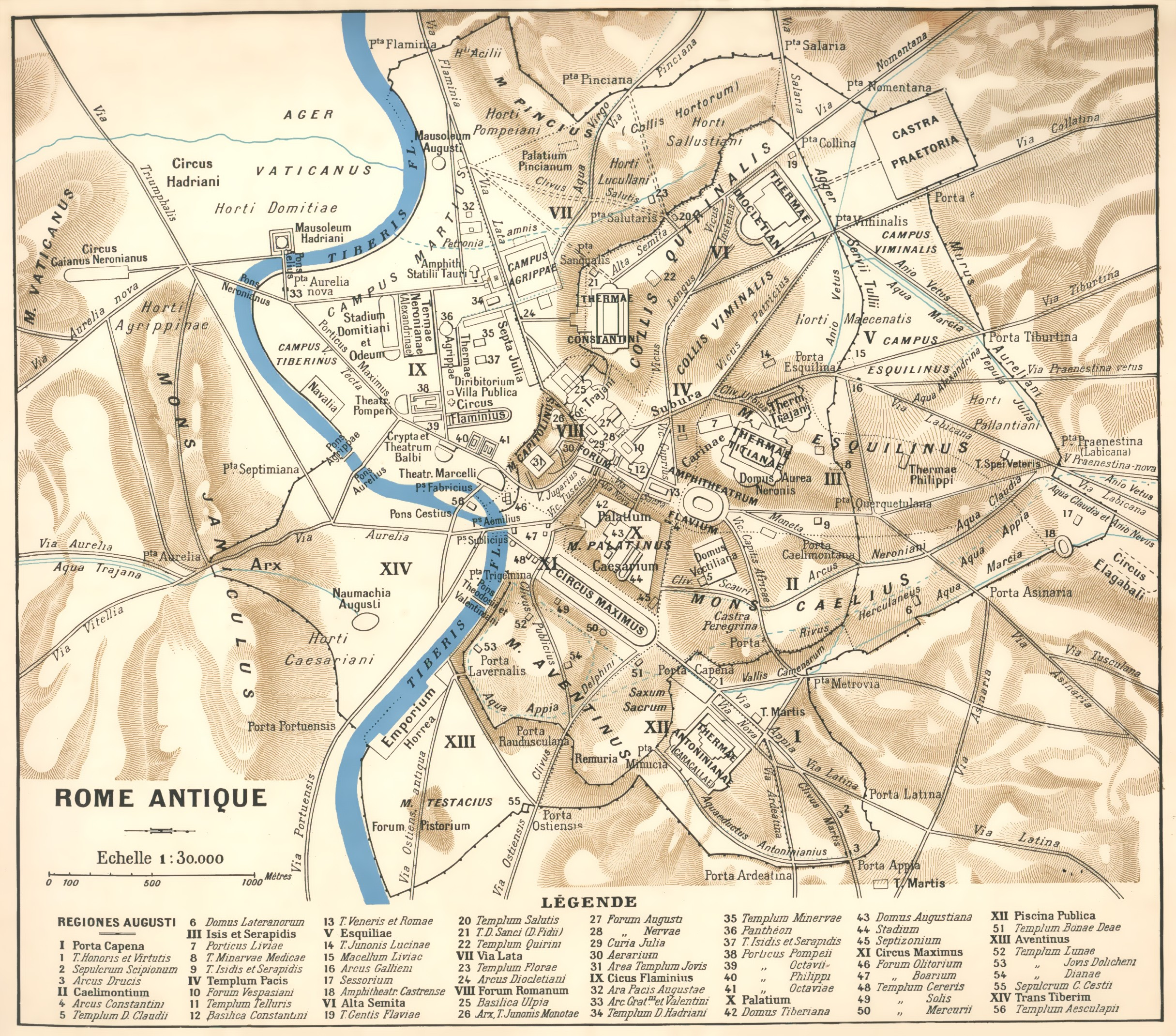
Carte de Rome au IV.

Conscient de son infériorité, Bélisaire prépare le siège du mieux possible. Il s'assure de l'approvisionnement de la ville et tente de barrer la route à l'armée adverse en faisant fortifier un pont sur le Tibre. Toutefois, sa garnison est dispersée par les Ostrogoths et Bélisaire doit intervenir avec un millier d'hommes pour les empêcher d'aller plus loin et de risquer de prendre la ville. Cette intervention décisive, dans laquelle Bélisaire s'engage directement dans les combats, participe à renforcer notablement la confiance de la garnison byzantine. Elle marque aussi le début du siège de Rome, qui s'étale de mars 537 à mars 538. Parmi les habitants, le moral est plus contrasté. L'aristocratie romaine est peu favorable à l'idée de subir un siège prolongé. De même, le pape Silvère, qui pourrait avoir convaincu les Goths d'évacuer la ville pour éviter un bain de sang, tient une position ambiguë, contraignant Bélisaire à le renverser et à le remplacer par Vigile. Malgré ces difficultés, les Byzantins résistant aux assauts de leurs adversaires, peu à l'aise dans l'art de la poliorcétique. Cela n'empêche pas la situation des assiégés de se tendre au fur et à mesure que le siège dure. Bélisaire doit envoyer des demandes pressantes de renforts à Justinien, qui lui répond favorablement. En effet, les Ostrogoths ne peuvent empêcher toutes les communications entre Rome et l'extérieur et des troupes parviennent à pénétrer à l'intérieur de la ville pour renforcer la garnison. Face au risque de famine, Bélisaire décide dès les premiers jours du siège d'évacuer une partie de la population civile. Il mène ensuite régulièrement des raids pour récupérer tout ce qui pourrait être utile, parfois au détriment de l'approvisionnement des Goths. Depuis Ostie, le port romain, des vivres peuvent être envoyés dans la ville. Pour Vitigès, la situation se complexifie. Plus le siège dure et plus sa position se fragilise, tandis que le moral de ses troupes faiblit. Il tente de négocier directement avec Bélisaire, promettant de céder à l'Empire la Sicile puis Naples et la Campanie mais le général byzantin reste inflexible. Profitant d'une trêve, il s'empare de Porto puis Civitavecchia. Ces deux succès lui assurent un ravitaillement maritime régulier et il peut même prendre position dans le Latium, prenant à revers Vitigès.
Les Ostrogoths ne sont alors plus en mesure de prendre Rome car l'équilibre des forces est de plus en plus en leur défaveur. Plus encore, les Byzantins sont capables d'attaquer d'autres positions en Italie. Le général Jean est chargé par Bélisaire de réduire la pression sur Rome. Il s'empare successivement d'Auximum, d'Urbino puis de Rimini. En mars 538, il est aux portes de Ravenne et Vitigès doit renoncer au siège pour se précipiter au secours de sa capitale. Lors de la retraite sur le pont Milvius, Bélisaire attaque l'arrière-garde des Ostrogoths, leur infligeant des pertes importantes même si ses propres forces souffrent aussi sensiblement. Quoi qu'il en soit, son succès est complet. En dépit d'effectifs réduits, il est parvenu à tenir la cité romaine durant plus d'un an. La prise de la ville aurait sûrement eu des conséquences importantes sur la suite des événements, compromettant la poursuite de la conquête italienne. Désormais, Bélisaire peut s'appuyer sur cette victoire pour affermir son contrôle sur l'Italie centrale et se diriger vers l'Italie du Nord, où des forces byzantines sont déjà à l'œuvre,.

### L'Italie presque conquise

Carte des opérations lors des cinq premières années de la guerre, qui mènent presque à la conquête de l'Italie par les Byzantins.

En défendant victorieusement Rome, Bélisaire s'offre la possibilité de poursuivre la conquête du Nord de l'Italie, ce qui s'annonce plus difficile car c'est là que les Ostrogoths sont les plus nombreux. Toutefois, le reste de la population perçoit de plus en plus les Byzantins comme des libérateurs et sont prêts à ouvrir leurs portes. C'est le cas de Milan, dont la possession revêt une grande importance stratégique, étant donné son positionnement géographique au carrefour de plusieurs routes importantes. Une armée de mille hommes commandés par le général Mundilas et le préfet du prétoire d'Italie, Fidélis débarque à Gênes, progresse vers Milan où elle défait une armée ostrogothe et pénètre dans Milan. Néanmoins, cette petite force a dû être divisée en plusieurs garnisons pour assurer la défense des positions acquises au cours de cette avancée (Bergame, Côme, Novare) et seuls trois cents hommes suivent Mundilas à Milan. Vitigès ne tarde pas à réagir. Il est soutenu par 10 000 Burgondes envoyés en Italie par les Francs. Ces derniers ont toujours une attitude ambiguë. Refusant de rompre tous les liens avec l'empire d'Orient, ils ne peuvent soutenir directement les Ostrogoths et passent par l'intermédiaire des Burgondes. De son côté, Mundilas ne peut compter que sur la participation de Milanais à la défense de la ville.
Dans le même temps, les Byzantins sont engagés sur d'autres parties du territoire italien. À Rimini, Jean dit « le Sanguinaire » en raison de la violence dont il fait preuve, est assiégé à Rimini avec 2 000 cavaliers. Bélisaire lui porte secours en envoyant une force commandée par Ildiger et Martin, qui suivent la voie Flaminia. Néanmoins, de premières dissensions apparaissent dans le commandement byzantin. Jean persiste à rester à Rimini alors que les cavaliers ne sont pas les troupes les plus adaptées à la défense d'une place fortifiée. Il en garde quatre cents avec lui, renforcés de soldats thraces et isauriens. Quant à Ildiger et Martin, ils n'insistent pas et quittent la ville. Vitigès peut rapidement l'assiéger. Dans un premier temps, il essaie de la prendre de force au moyen d'une tour de siège, sans réussite. Il décide alors de réduire Rimini par la famine.
En mai 538, Bélisaire quitte enfin Rome pour secourir Rimini. Il prend possession de plusieurs villes en Toscane et continue d'enrichir son armée de contingents goths qui se sont rendus. Dans le même temps, des renforts arrivent de l'Empire, commandés par Narsès. Celui-ci est encore un général expérimenté mais il jouit des faveurs de la cour et de l'empereur. De ce fait, il représente un rival potentiel pour Bélisaire, dont les victoires commencent à susciter la jalousie et, peut-être, de la crainte chez Justinien qui pourrait s'inquiéter de volontés de rébellion de son meilleur général. En plus de ces 5 000 hommes, un autre Narsès dirige une force moins nombreuse et 2 000 Hérules sont aussi envoyés en Italie pour en compléter la conquête. Ces armées se rejoignent à Fermo mais rapidement, des divisions apparaissent au plus haut niveau du commandement. Plusieurs positions byzantines sont alors assiégées (Milan, Rimini…) et l'enjeu est de savoir laquelle secourir en premier. De nombreux généraux estiment qu'il faut s'attaquer à Auximum plutôt que de se porter à l'aide de Jean le Sanguinaire, jugé coupable de s'être mis dans une situation délicate par ses mauvaises décisions. Toutefois, Narsès est un proche de Jean et refuse de l'abandonner à son sort, rajoutant que la perte de Rimini aurait un impact symbolique néfaste. Bélisaire finit par accepter cette option quand il reçoit une lettre de Jean l'appelant à l'aide de toute urgence et ne laisse qu'un millier d'hommes à proximité d'Auximum. Néanmoins, des dissensions se sont fait jour entre Narsès et les officiers de Bélisaire.

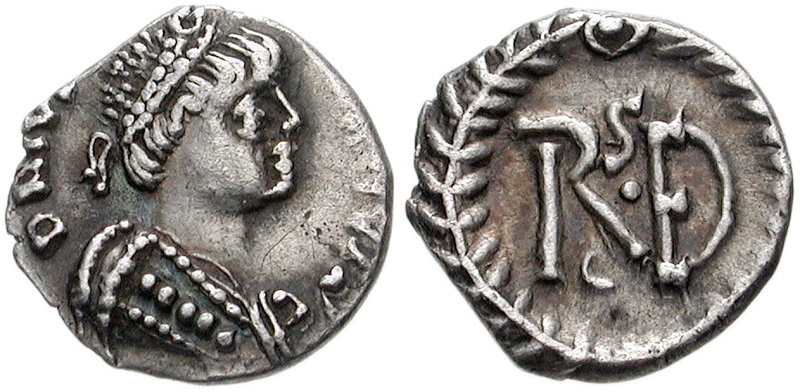
Pièce de monnaie représentant Vitigès.

Bélisaire met en scène son arrivée pour impressionner l'adversaire. Une partie de son armée monte à bord d'une flotte dirigée par Ildiger et suivie par une troupe commandée par Martin qui, le long de la côte, allume régulièrement des feux pour donner l'impression d'une importante armée en approche. Quant à Bélisaire, il progresse à travers le Picenum avant d'être repéré alors qu'il n'est pas qu'à une journée de Rimini. Vitigès est alors prêt à combattre quand, simultanément, la flotte byzantine et la troupe de Martin arrivent. Impressionné par ce déploiement de force dont il exagère l'importance en raison des efforts de Martin pour donner l'impression d'une importante armée en approche, il préfère battre en retraite. En dépit de ce succès, les relations continuent de se détériorer entre Bélisaire et Narsès. Ce dernier éprouve de la jalousie et, encouragé par ses partisans, considère qu'il n'a pas à suivre son rival, étant donné qu'il jouit déjà de la confiance de l'empereur,.
Bélisaire est alors confronté au risque d'une rébellion d'une partie de ses hommes. Il rappelle à ses officiers que les positions byzantines en Italie restent précaires et que les Goths ont toujours des moyens d'action importants. Ils occupent la plaine du Pô, tiennent Auximum et assiègent Milan, tandis que les Francs sont une menace croissante. Par conséquent, il réitère son avertissement de ne pas considérer la conquête de l'Italie comme acquise et considère qu'il faut libérer Milan et prendre Auximum. Dans un souci d'indépendance, Narsès plaide pour une division de l'armée en deux. Il se propose de conquérir l'Émilie et de laisser à Bélisaire le reste des forces pour entreprendre les actions qu'il juge nécessaire. En outre, Narsès estime que Milan et Auximum ne sont pas des objectifs suffisamment importants pour justifier une mobilisation de l'ensemble des troupes byzantines. Face à cette opposition, Bélisaire se pare de l'autorité de Justinien pour légitimer sa position. Il dévoile à son armée et à Narsès une lettre de l'empereur qui précise qu'il est bien le général en chef des forces byzantines en Italie et, qu'en aucun cas, Narsès ne peut prétendre à occuper une position égale à la sienne.
La conquête de l'Italie peut reprendre grâce à cette reprise en main de l'armée par Bélisaire. Il décide d'attaquer Urbino et d'envoyer Peranos assiéger Orvieto. La ville d'Urbino est puissamment fortifiée et bien située, ce qui rend sa prise complexe, à l'image de l'échec de Jean devant ses murs. Narsès, qui n'est pas convaincu par cette opération, entreprend la conquête de l'Émilie mais la ville d'Urbino finit par tomber grâce au tarissement de l'approvisionnement en eau qui contraint les Goths à se rendre en décembre 538. Dans le même temps, Orvieto est aussi conquise par la faim. L'approvisionnement alimentaire de l'Italie est alors en pleine crise par la guerre prolongée qui a plongé la péninsule dans un profond état de désorganisation, entraînant l'abandon et la destruction des terres agricoles. Cela n'empêche pas Bélisaire de poursuivre son effort. Pour sauver Milan, il envoie une force commandée par Martin et Uliaris qui reste bloquée devant le Pô, impressionnée par l'importance des troupes assiégeantes. Bélisaire tente de leur envoyer des renforts dirigés par Jean le Sanguinaire et Justin mais ces derniers, toujours méfiants envers Bélisaire, refusent. Finalement, le général en chef byzantin doit faire appel directement à Narsès pour qu'ils acceptent de se porter sur Milan. Toutefois, toujours incapables de franchir le Pô, les renforts byzantins ne peuvent porter secours à la cité. En son sein, Mundilas doit faire face à une famine grandissante et finit par se rendre aux Goths au début de l'année 539. Si les soldats byzantins sont épargnés, la population est massacrée et la ville de Milan, l'une des plus puissantes de la péninsule, est réduite à l'état de ruines.
La conséquence de cette défaite est le rappel de Narsès. Justinien prend conscience que les tensions entre les généraux de son armée ralentissent les opérations et profitent aux Ostrogoths. Le départ de Narsès permet à Bélisaire de jouir d'une complète liberté de manœuvre et il bénéficie d'une armée toujours intacte. Rapidement, sa prochaine cible est la ville de Ravenne, capitale des Ostrogoths, où Vitigès a trouvé refuge. Il tente de négocier avec les Sassanides pour briser la paix éternelle entre les Perses et les Byzantins et contraindre ces derniers à redéployer leurs forces en Orient. Pendant ce temps, Bélisaire s'efforce de terminer la conquête de la péninsule tant qu'il en a la possibilité. Il commence par assiéger Auximum et Fiesole pour consolider sa position. Bien défendues et solidement fortifiées, ces deux bastions sont toutefois isolés et ne peuvent espérer d'autres secours que ceux de l'armée de Vraïas qui s'est emparée de Milan. Néanmoins, cette dernière est étroitement surveillée par les Byzantins et Vraïas sait qu'il n'a pas le droit à l'erreur, ce qui contraint ces mouvements et paralyse toute initiative. De ce fait, les deux cités sont bientôt touchées par le manque de vivres.
Toutefois, en 539, un événement inopiné perturbe les plans de Bélisaire. Les Francs interviennent dans la plaine du Pô pour profiter du chaos qui règne dans la péninsule, en s'emparant de sa partie nord. Les Ostrogoths comme les Byzantins voient d'abord en eux des alliés, à tort. Les Francs mettent en déroute l'armée de Vraïas puis l'armée byzantine qui la surveille. Les Francs mettent rapidement à sac la Ligurie et l'Émilie tout en s'emparant de Gênes mais la dysenterie finit par les frapper et décime le tiers de leurs effectifs. Ils doivent alors battre en retraite et leur intervention apparaît finalement plus comme un élément perturbateur ponctuel que comme un réel facteur de déstabilisation des projets de Bélisaire.
Dès le départ des Francs, la cité de Fiesole capitule ainsi qu'Auximum, dont Bélisaire a fait empoisonner la principale ressource en eau. Désormais, le général byzantin est libre de marcher sur Ravenne dont la prise représenterait une étape décisive dans la conquête de l'Italie. Les Byzantins parviennent dans un premier temps à empêcher tout approvisionnement de la ville. En revanche, une ambassade franque parvient à contacter Vitigès. Théodebert lui propose une aide militaire substantielle en échange de la codirection du royaume ostrogoth. De son côté, Bélisaire rappelle à Vitigès la puissance de l'armée byzantine et le manque de fiabilité des Francs pour éviter qu'une alliance se noue. Le roi ostrogoth décide finalement de traiter avec Justinien, ce qui n'interrompt pas le siège. Bélisaire parvient à payer un habitant de la ville pour qu'il brûle les réserves en blé tandis que Vraïas, à la tête d'une armée de 4 000 hommes, est battu alors qu'il est à proximité de Ravenne. Au sein de la cité, les deux sénateurs qui agissent comme émissaires byzantins présentent les conditions de Justinien. Vitigès peut conserver le titre de roi et la domination au nord du Pô. Les Goths sont prêts à accepter mais ils exigent la signature du traité par Bélisaire, pour en renforcer la portée. Or, le général byzantin est hostile à tout compromis et désire la conquête totale de Vitigès. Par conséquent, il refuse d'apposer sa signature sur le document. Rapidement, des officiers byzantins hostiles à Bélisaire, à l'image de Jean le Sanguinaire ou Bessas, estiment qu'il souhaite s'arroger le titre de roi d'Italie voire qu'il désire renverser Justinien. La rumeur ne tardant pas à se répandre, Bélisaire réagit en exigeant de ses officiers qu'ils lui affirment par écrit si oui ou non la conquête totale de l'Italie est un objectif atteignable justifiant de ne pas compromettre avec Vitigès. Toutefois, les Ostrogoths eux-mêmes en viennent à proposer le titre de roi d'Italie à Bélisaire, dont ils louent la valeur. Pour le général byzantin, la situation est complexe. S'il accepte la proposition, il s'assure de la conquête complète de l'Italie qui est le but qu'il recherche. Cependant, il risque de passer pour un rival de Justinien alors même que son crédit est entamé auprès de l'empereur. De ce fait, il se garde de transmettre l'information à ses officiers. Acceptant l'accord, il donne sa garantie aux Goths qu'aucune violence ne sera commise et les portes de la ville lui sont désormais ouvertes. Il pénètre dans Ravenne triomphalement et sans qu'aucun combat n'ait lieu.
La prise de l'Italie semble alors acquise. Vitigès s'est rendu et la plupart des officiers goths ne s'opposent pas à cette situation. Toutefois, Bélisaire est bientôt rappelé à Constantinople. Il est fort probable que Justinien a eu vent des rumeurs selon lesquelles son général pourrait devenir roi d'Italie et lui confier le commandement des forces byzantines en Orient devient un prétexte pour l'éloigner de la péninsule. Dès que les Goths apprennent cette information, ils commencent à remettre en cause l'accord qu'ils ont passé et en appellent à Bélisaire. Celui-ci réaffirme sa loyauté à Justinien et leur indique qu'il ne peut que lui obéir. Sur le chemin du retour, il emmène avec lui Vitigès qui reçoit d'importantes terres et le titre de patrice. Quant à Bélisaire, il ne reçoit pas de triomphe, contrairement à ce qui était advenu après son succès lors de la guerre des Vandales. Craignant que sa popularité ne remette en cause son propre pouvoir, Justinien estime sûrement préférable de ne pas l'alimenter excessivement.
Au terme de la première phase de la guerre des Goths, la victoire semble acquise pour les Byzantins. Elle repose grandement sur l'action de Bélisaire mais aussi sur le rôle de Justinien qui a impulsé cette conquête et l'a soutenue tout du long, laissant une grande latitude à son général en chef. Toutefois, la situation reste précaire. Les Goths sont toujours présents en force dans la péninsule et leur reddition est fortement liée à la présence de Bélisaire, dont le départ fragilise notablement les Byzantins. En outre, le déclenchement de la guerre d'Ibérie entre les Perses et l'Empire byzantin en 540 contraint ce dernier à rediriger ses efforts en Orient, ne laissant qu'un nombre limité d'effectifs en Italie, divisés entre plusieurs généraux. La division du commandement qui avait déjà entravé les efforts de Bélisaire risque de nouveau de compromettre les acquis territoriaux obtenus.
La métropole d’Antioche, mal défendue, sera pillée et ravagée par les Perses. À la suite de cela, le théâtre italien devint marginal aux yeux de Justinien. La plus grande partie des ressources de l’Empire sera dévolue à la défense de la frontière orientale. Bélisaire sera envoyé par l’Empereur sur le front perse.
Autre bouleversement, une pandémie de peste ravagea l’Empire à cette même époque. La peste sera cyclique pendant tout le restant du VIe siècle. Outre son lot de morts, la pandémie causa famine, manque de main-d'œuvre et inflation. Ce sera le pire épisode de peste bubonique jusqu’à la terrible peste noire du XIVe siècle.
La situation favorable des années 530 se transforme en cauchemar pour l’Empire romain d’Orient à partir des années 540.

### Le renouveau des Ostrogoths

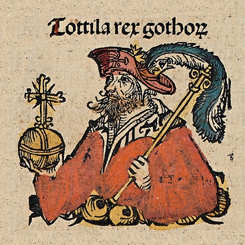
Eluminure de la Chronique de Nuremberg (XV) représentant Totila.

Une fois Bélisaire parti, les déboires commencent rapidement pour les Byzantins. Au nord du Pô, les Ostrogoths sont présents en force et commencent rapidement à montrer des velléités de révoltes. L'organisation byzantine dans la péninsule est un facteur de faiblesse car aucun général n'exerce le commandement suprême. Onze généraux vont se partager le commandement des 12 000 hommes postés en garnison en Italie. Justinien cherche probablement à éviter qu'un personnage trop important ne se dégage et ne menace son propre pouvoir, à l'image des soupçons qu'il a eus envers Bélisaire. Sur le plan civil, une Préfecture du prétoire est établie avec à sa tête Athanase. À ses côtés, plusieurs hauts fonctionnaires se distinguent dont Alexandre, chargé des affaires fiscales. Particulièrement strict, il applique sans transition les règles fiscales en vigueur dans le reste de l'Empire, ce qui lui attire l'opposition d'une population appauvrie par la guerre.
Cette situation favorise la renaissance du royaume ostrogoth. Dès le départ de Bélisaire, Hildebad est désigné comme roi et son armée est rapidement renforcée de l'arrivée de Goths prompts à la révolte. Il domine alors un territoire réduit, centré sur Vérone et Pavie mais il ne tarde pas à s'affirmer. Il bat le général byzantin Vitalis à Trévise dès 541 mais son ascension est brutalement interrompue. Son titre de roi lui est contesté par Vraïas, qui jouit d'un grand prestige et d'une richesse plus importante que celle d'Hildebad. Ce dernier finit par le faire assassiner mais doit immédiatement faire face à une révolte menée par Éraric dont les ambitions sont toutefois ambiguës, puisqu'il semble prêt à livrer l'Italie à Justinien en échange du titre de patrice et de richesses. Finalement, ce sont les soldats ostrogoths qui prennent l'initiative de proposer leur propre candidat au trône en la personne de Totila au cours de l'automne 541. Après l'assassinat d'Éraric, il accède au pouvoir et s'apprête à lancer une contre-offensive d'envergure contre les Byzantins.
En quelques mois, il consolide fortement sa position comme roi des Ostrogoths et accroît sensiblement la taille de son armée, incorporant parfois des soldats de l'armée byzantine. Au départ, il ne peut compter que sur 5 000 hommes mais les errements du commandement byzantin lui profitent. Dans un premier temps, les Byzantins tentent pourtant de briser toute résistance en s'emparant de Vérone. Assez vite, l'Arménien Artabase s'empare d'une des portes de la cité dont la conquête apparaît alors aisée mais les généraux, trop occupés à se disputer le partage du butin, laissent passer l'occasion. Dès le lendemain, les Goths positionnés à l'extérieur de la ville la reprennent. Peu après, Totila décide d'affronter l'armée byzantine dans une bataille rangée en dépit de son infériorité numérique. Là encore, les dissensions du commandement byzantin jouent un rôle décisif dans le sort de la bataille. Les Ostrogoths vainquent aisément leurs adversaires qui se dispersent dans la région au cours de leur fuite. Pour Totila, ce succès d'ampleur lui ouvre la voie d'une reconquête de la péninsule, d'autant qu'il bat encore les Byzantins près à Mugello. Néanmoins, il ne s'attaque pas à Rome et se dirige plutôt vers Bénévent, dont il s'empare, avant de traverser l'Apulie, la Lucanie, la Calabre et le Bruttium. Il met le siège devant Naples dont la garnison finit par se rendre en avril 543, accablée par la famine et minée par l'échec des tentatives de secours en provenance de Sicile. Cette défaite est un coup dur pour les Byzantins qui ont perdu, en quelques mois, une grande partie des terres conquises après plusieurs années de guerre.

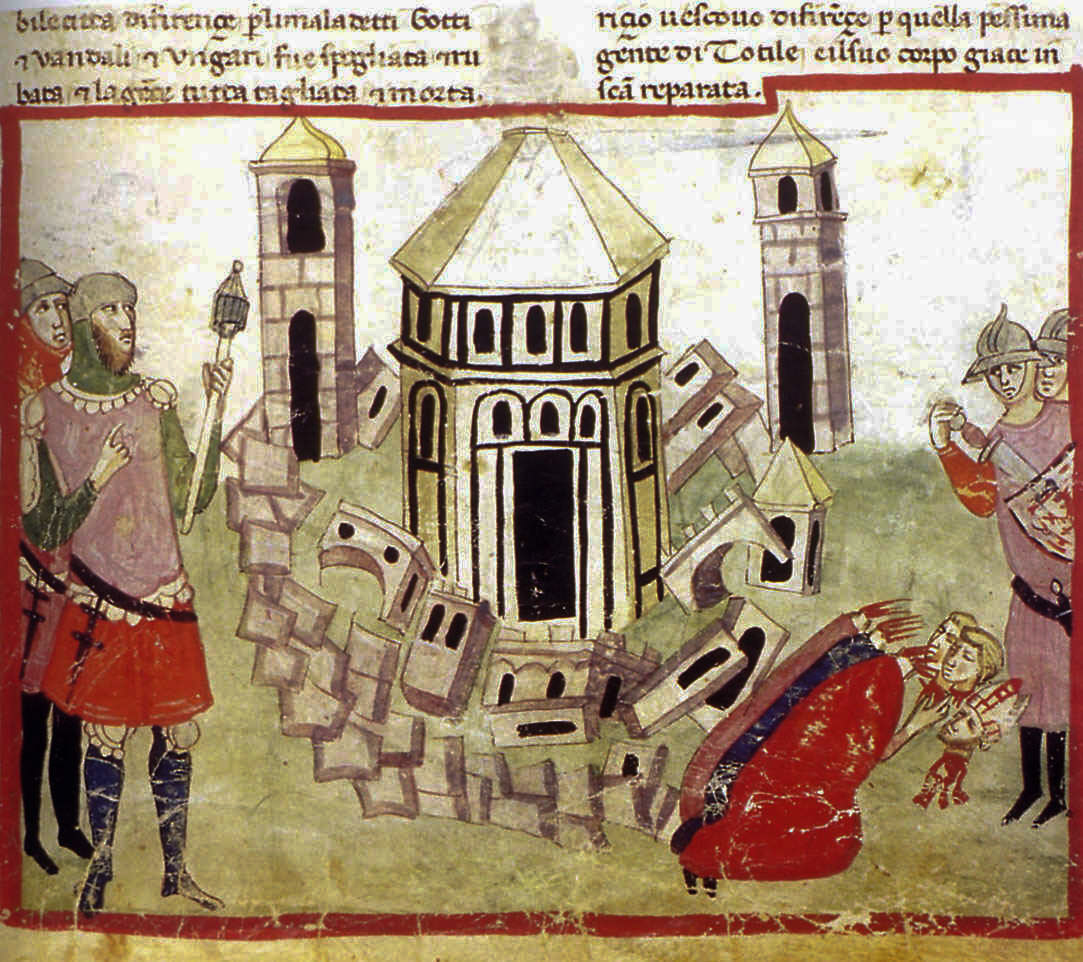
Totila rase la ville de Florence au cours de sa reconquête. Miniature issue d'un manuscrit de Giovanni Villani intitulé Nova Cronica, rédigé vers 1348.

Justinien est forcé de réagir. La nomination de Maximin comme préfet du prétoire avec autorité sur les forces militaires n'a pas d'effet en raison de l'incompétence de Maximin. De ce fait, il doit se résoudre à rappeler Bélisaire alors engagé en Orient. Toutefois, il ne confie à ce dernier que des troupes limitées, peut-être de crainte qu'il ne profite d'être à la tête d'une forte armée pour provoquer un soulèvement militaire. De plus, l'Empereur rappelle à son général qu'il doit financer lui-même ses opérations militaires. Quoi qu'il en soit, ce manque de moyens contraint fortement la tâche de Bélisaire qui parvient tout de même à lever une armée de 4 000 hommes en Thrace avant d'envoyer une flotte secourir Otrante alors assiégée. La situation byzantine n'en reste pas moins critique car les troupes étrangères qui composent une bonne partie des effectifs militaires en Italie commencent à déserter. Profondément désorganisée, l'administration byzantine dans la péninsule ne peut plus lever l'impôt et ne peut donc payer les soldes. Tivoli est cédée par les Isauriens qui rallient les Goths tandis que Totila réduit une à une les positions byzantines en Toscane et en Picenum, prenant Fermo, Ascoli, Spolète ou encore Chiusi, coupant les communications entre Ravenne et Rome. La cité romaine elle-même est soumise à un siège à partir de 545.
C'est Bessas qui assure la défense de Rome mais à ce poste, il fait preuve de peu de compétences et profite surtout des circonstances pour s'enrichir. Quant à Bélisaire, il ne dispose pas des troupes suffisantes pour se porter à son secours et doit envoyer le général Jean à Constantinople pour rassembler des moyens supplémentaires. Toutefois, il tarde à accomplir sa mission et préfère assurer son mariage avec une fille de Germanos, au grand dam de l'impératrice Théodora qui lui devient rapidement hostile. Il finit par regrouper une petite troupe qu'il amène à Dyrrachium. Immédiatement, Bélisaire envoie cette armée à Porto, le port de Rome. Là, les généraux Valentin et Phocas à la tête des renforts byzantins tentent d'inciter Bessas à agir en coordination avec leurs propres hommes. Toutefois, le chef de la garnison romaine reste passif tandis que des sorties sont régulièrement effectuées depuis Porto. Lors de l'une d'entre elles, Valentin et Phocas sont tués et Porto est à son tour assiégée avant de tomber. Les Romains envoient alors Pélage pour négocier auprès de Totila mais les deux parties ne parviennent pas à s'entendre. Dans les murailles de la ville, la situation devient critique. Bélisaire en personne se résout à faire voile vers Rome mais Jean préfère la voie des terres. Au lieu de se diriger vers Rome, il envahit la Calabre, l'Apulie, la Lucanie et le Bruttium, probablement pour rester à distance d'Antonina, la femme de Bélisaire et par ailleurs grande amie de Théodora dont elle partage l'hostilité à son égard. Depuis Porto, Bélisaire lance une opération de sauvetage qui manque de peu de réussir car les Byzantins sont proches de forcer le barrage établi par Totila sur le Tibre. Toutefois, Bélisaire apprend subitement qu'Isaac Kansarakan, le chef de la garnison restée à Porto, a été capturé. Cela implique que la cité portuaire est tombée ainsi que les individus y résidant, dont Antonina. Bélisaire se précipite en direction de Porto pour se rendre compte que l'information est erronée et que les Byzantins la tiennent toujours. Malheureusement pour lui, ce contretemps l'empêche de profiter de la défaillance des Goths et de rejoindre Rome. L'erreur vient d'Isaac Kansarakan qui, au mépris des ordres de Bélisaire, s'est aventuré hors des murailles de Porto et est tombé dans une embuscade. Accablé par ces circonstances, Bélisaire tombe gravement malade et n'est plus en mesure de secourir Rome.
La ville est désormais aux abois alors que les vivres sont à un niveau critique. Le 17 décembre 546, quatre soldats isauriens changent de camp et acceptent d'ouvrir les portes de la cité aux soldats de Totila. Ceux-ci peuvent pénétrer sans combattre dans Rome qu'ils mettent à sac, s'appropriant les richesses accumulées par Bessas. Si la population est relativement épargnée lors du pillage, la ville sort profondément affaiblie de ce deuxième siège et de cette mise à sac. Quant à Totila, il est dorénavant en position de force et envoie une ambassade à Constantinople pour réclamer la paix, sans résultats. À Rome, il commence à démanteler les murailles mais Bélisaire le dissuade de poursuivre cette entreprise en l'informant qu'un tel acte affaiblirait sa position de dirigeant auprès de ses voisins. Finalement, il quitte la cité impériale assez vite pour reprendre les territoires conquis par Jean, contraignant celui-ci à se replier sur Otrante.
Le départ de Totila donne l'occasion à Bélisaire de reprendre Rome assez rapidement car la ville est mal défendue. Dès le mois d'avril 547, il en reprend le contrôle, ce qui contraint Totila à abandonner son projet de conquérir Ravenne. Cela démontre à nouveau l'importance symbolique de la possession de Rome alors même que, sur le plan stratégique, son contrôle n'a que peu d'intérêt, d'autant que la ville a perdu la plus grande partie de son prestige et que son aristocratie fuit au fur et à mesure de la guerre. Politiquement, celui qui contrôle Rome détient une légitimité plus grande et Totila se voit refuser la main de la fille de Childebert, le roi des Francs, en raison de la perte de la cité. Le roi ostrogoth ne peut, dans l'immédiat, reprendre Rome et il se contente de consolider ses positions en Italie, prenant Pérouse au début de l'année 549 et reprenant régulièrement la route du sud de l'Italie pour repousser les offensives de Jean. Les renforts byzantins régulièrement envoyés, au nombre de 4 000 au total, ont principalement pour mission d'assurer les positions byzantines dans le Sud de l'Italie et de protéger la Sicile, dont les ressources en blé sont cruciales. En revanche, Bélisaire manque d'hommes pour entreprendre autre chose que la défense de Rome et quelques raids contre les Ostrogoths. En aucun cas il ne dispose des moyens nécessaires pour affronter Totila. Bélisaire en vient à ressentir un profond mal-être face à cette impasse et il demande à Justinien son rappel d'Italie, qu'il obtient à la fin de l'année 548.
Du côté des Ostrogoths, le départ de Bélisaire favorise leurs initiatives. Totila continue de renforcer son emprise sur l'Italie et parvient même à envoyer une flotte ravager la Dalmatie et vaincre le gouverneur de Salone, sur le territoire même de l'empire d'Orient. En outre, il est en mesure de se faire ouvrir les portes de Rome en janvier 550 par des Isauriens après que la garnison de 3 000 hommes a offert une âpre résistance. Totila se met immédiatement à repeupler la ville et à lui redonner une partie de son faste d'antan. De nouveau, il tente d'obtenir la paix en offrant de renoncer à la Sicile et à la Dalmatie, de payer un tribut annuel et d'envoyer des troupes à l'empire d'Orient à chaque demande. Là encore, Justinien refuse et persiste à vouloir conquérir l'Italie. Totila réagit en lançant un raid d'importance sur la Sicile, seule région de l'Italie byzantine épargnée par le retour en force des Ostrogoths. La force ostrogothe met à sac l'île qui pourvoit grandement aux besoins alimentaires de l'Empire. Néanmoins, elle ne peut s'emparer des principales cités insulaires, dont Messine et Syracuse. Justinien envoie le patrice Libérius à Syracuse pour en briser le siège. Il rejoint ensuite Palerme mais, trop âgé, il est remplacé par Artabasde qui chasse les soldats goths à la fin de l'année 550. Si la Sicile n'est pas tombée aux mains de Totila, elle a grandement souffert et cet événement démontre la capacité d'action grandissante des Ostrogoths.

### Mort de Totila et victoire des Byzantins

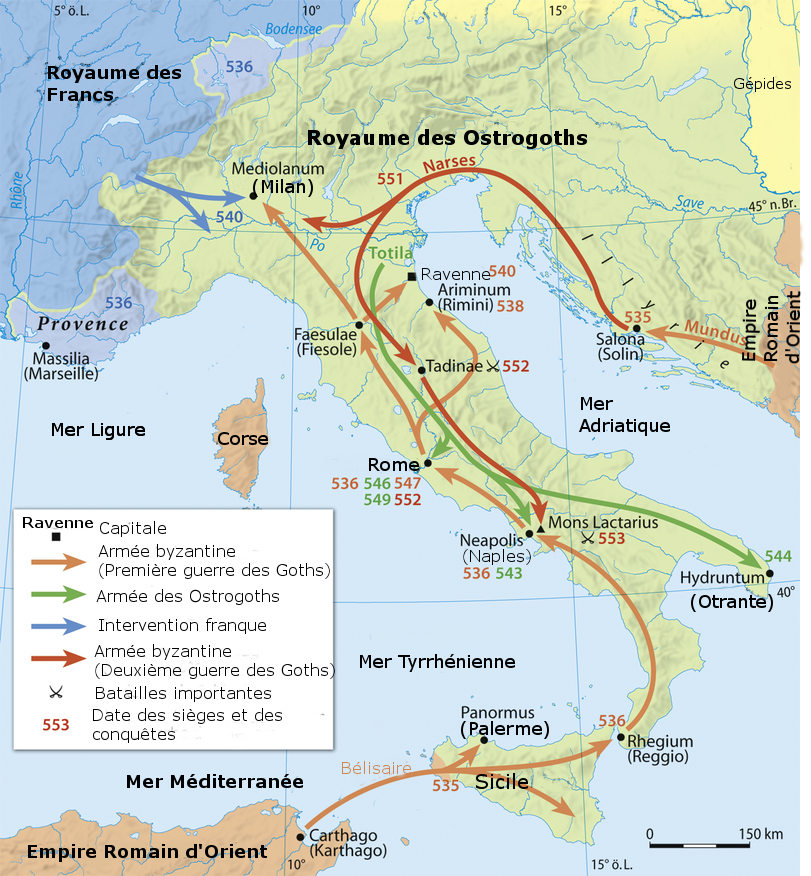
Principales opérations de la guerre des Goths.

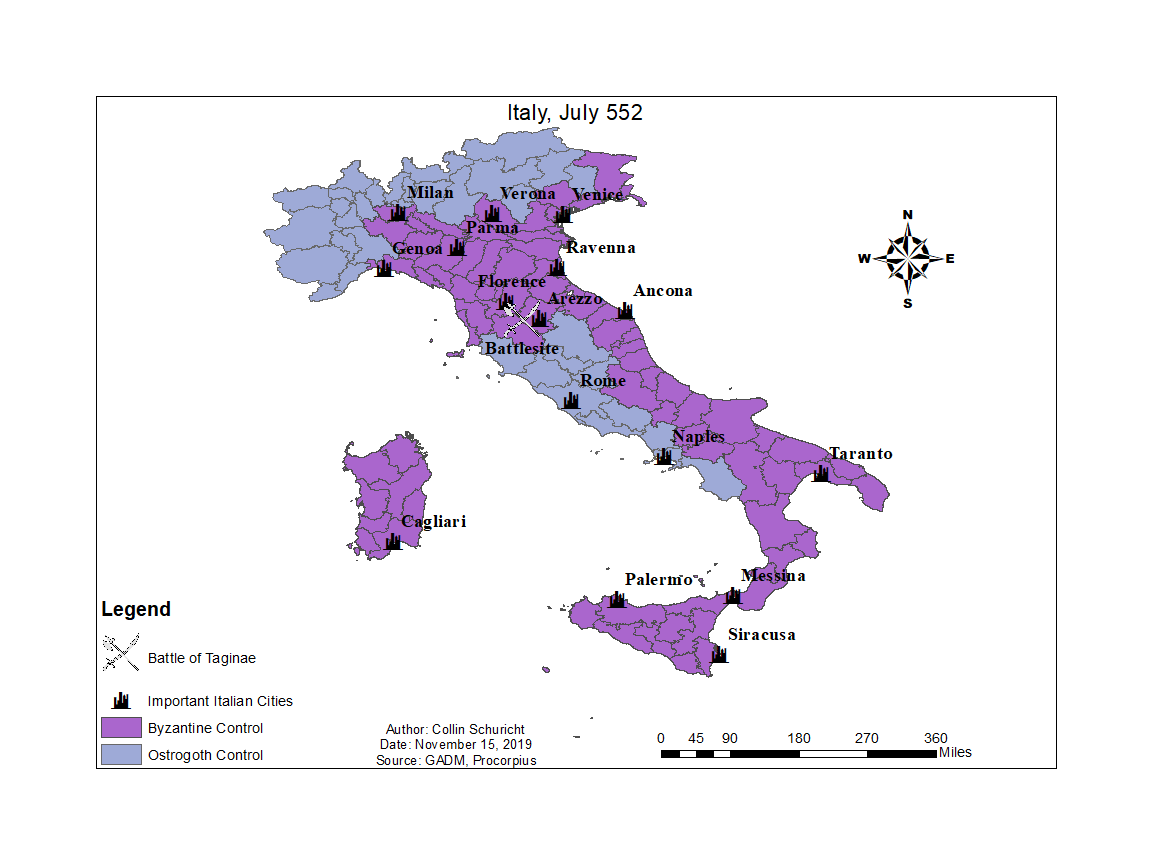
La situation de l'Italie avant la conquête finale par Narsès.

Face aux déboires de ses armées en Italie, Justinien décide d'envoyer un personnage d'importance, Germanos, à la tête d'une importante force. En raison de la flotte nombreuse des Goths, Germanos doit emprunter la voie de l'Istrie et de la Vénétie, où les Francs sont en position de force. Toutefois, il dispose d'effectifs nombreux, renforcés par des bucellaires, tandis que ses fils Justin et Justinien recrutent des mercenaires. Les Lombards fournissent 1 000 hommes aux Byzantins et Jean est aussi aux côtés de Germanos. Enfin, ce dernier dispose d'un atout cardinal. Sa femme, Matasonte, est la petite-fille du prestigieux roi Théodoric le Grand. Nombre d'Ostrogoths commencent à paniquer à l'annonce de l'arrivée de cette armée et d'autres sont peu enthousiastes à l'idée de combattre le mari d'une descendante de Théodoric. Seule la mort subite de Germanos à l'automne 550 empêche les Byzantins de mener leur contre-offensive.
Justinien met quelque temps avant de trouver un successeur à Germanos. Finalement, il nomme Narsès à la tête de cette armée en avril 551. Il présente l'avantage d'avoir déjà combattu en Italie même si son expérience militaire reste réduite. En outre, il jouit de la confiance impériale, d'autant que son statut d'eunuque l'empêche de prétendre au trône impérial et de constituer une menace à Justinien. Toutefois, le départ de l'expédition est perturbé par des invasions des Slaves et des Gépides. En Italie, Totila peut renforcer son emprise sur la péninsule en prenant Civitavecchia, en lançant des raids contre la côte adriatique et en assiégeant Ancône. L'intervention impromptue de Jean, qui a réuni une flotte de cinquante navires, permet de sauver la ville et d'infliger une défaite importante aux Ostrogoths à l'été 551. Totila réagit immédiatement en envahissant la Corse et la Sardaigne que Jean Troglita ne peut reprendre. La dernière phase de la guerre des Goths est enclenchée et elle est marquée par son intensité, dès lors que Totila dispose de moyens importants, capables d'intervenir directement sur le territoire de l'empire d'Orient. Du côté byzantin, Narsès requiert de Justinien d'importantes ressources humaines et financières car la faillite byzantine est venue principalement d'un manque d'effectifs en Italie et du non-paiement des soldes. Les frontières du Danube sont dégarnies de troupes et un important contingent de fédérés forma une armée encore plus hétéroclite que celle de Bélisaire près de vingt ans plus tôt. Nous y retrouvons des Gépides, des Hérules (dirigés par Philemuth, puis par Fulcaris), des Lombards, des Huns, et même des déserteurs perses. En avril 552, il peut compter sur une armée de 30 000 hommes.
Depuis Salone, la progression de Narsès est d'emblée perturbée par la présence des Francs en Vénétie et par les fortifications construites par Teias, un général de Totila, entre Vérone et Ravenne. Cette dernière est en effet toujours aux mains des Byzantins et représente une position stratégiquement et politiquement importante. Narsès parvient à s'y rendre en longeant le littoral et en franchissant les différents fleuves sur des ponts flottants. Il y arrive le 6 juin 552 et, quelques jours plus tard, se met en marche vers Rome. Il ne s'attaque pas aux bastions goths répartis dans la région et rejoint la voie flaminienne où il s'oppose à Totila qui a rassemblé son armée, sensiblement inférieure en nombre à celle des Byzantins. Lors de la bataille de Taginæ, les Byzantins, qui ont adopté une posture défensive, remportent une victoire complète marquée par la mort de Totila. C'est une étape décisive dans la guerre car les Ostrogoths sont profondément affaiblis tandis que Narsès peut sans mal conquérir l'Italie, à l'image de Rome qui est prise sans combattre.
Les Ostrogoths tentent de réagir en nommant Teias comme leur nouveau chef mais il dispose de moyens réduits. Il peut compter sur l'important trésor de Totila à Pavie mais ses moyens humains sont trop limités pour combattre les Byzantins. Il tente de s'adjoindre l'aide des Francs mais ces derniers maintiennent leur position ambiguë, cherchant surtout à profiter des événements pour affermir leur suprématie en Vénétie. Il en est réduit à mener des raids destructeurs et à tuer les sénateurs romains qu'il peut trouver, par mesures de représailles. La cité de Cumes devient très vite l'enjeu principal de la guerre car le trésor des Ostrogoths y est entreposé. Narsès l'assiège tandis que Téias s'y rend avec son armée pour tenter de renverser le cours du conflit. D'abord soutenue par sa flotte, celle-ci est vaincue par les Byzantins et il doit se résoudre à passer à l'attaque en octobre 552.

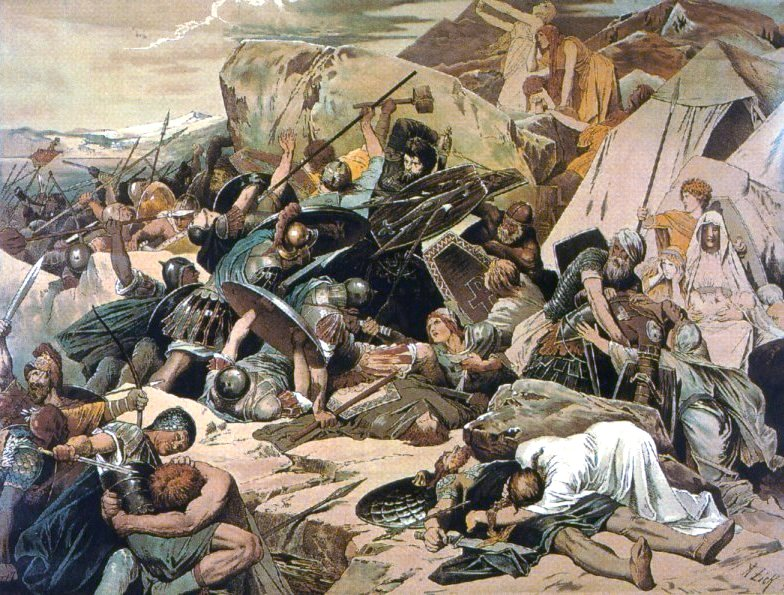
Bataille du mont Lactarius.

Lors de la bataille du mont Lactarius, près du Vésuve, l'armée ostrogothe est annihilée et Téias est tué. Seuls un millier d'hommes parvient à s'enfuir sous la conduite d'Indulf, continuant une lutte épisodique qui ne prend fin qu'avec la chute de Compsa en 555. Quant à la ville de Cumes, elle se rend en 554.
Si les Ostrogoths ne représentent plus une menace, d'autres peuples barbares continuent d'avoir des vues sur l'Italie, notamment les Francs et les Alamans. Ils essaient de profiter de l'effondrement du royaume ostrogoth pour entreprendre des conquêtes territoriales au détriment de l'Empire byzantin. Si Thibaut, le roi des Francs, n'intervient pas directement, il permet à deux chefs alamans d'intervenir dans la péninsule, officiellement dans le but de soutenir les Goths. Partant de la vallée du Pô, une armée qui aurait rassemblé jusqu'à 75 000 selon les chroniqueurs de l'époque se dirige vers le sud de l'Italie. Narsès est contraint d'intervenir alors qu'il a commencé à disperser son armée. Il parvient à garantir la loyauté des Hérules et rassemble 18 000 hommes pour contrer une force de 30 000 Francs et Alamans. De son côté, Aligern, qui dirige ce qu'il reste des Ostrogoths en Italie du Nord, se range auprès des Byzantins. Au cours de la bataille du Volturno, Narsès démontre sa supériorité tactique en s'adaptant au fait que les Francs combattent à pied plutôt qu'à cheval, contrairement aux Ostrogoths. Dès lors, il s'appuie à la fois sur sa cavalerie et sur ses archers (souvent à cheval eux-mêmes) pour briser l'armée franque qui subit une lourde défaite. La conquête de l'Italie est alors quasiment terminée. Le général Jean, neveu de Vitalien, s'assure du contrôle de la Ligurie tandis que Vérone et Brescia sont conquises en 561-562 après l'élimination du rebelle ostrogoth Widin. Narsès lui-même chasse les Francs de la Vénétie. En 562, l'Italie est de nouveau tout entière sous le contrôle d'un Empire romain.
La Pragmatique Sanction de 554 remet tous les territoires de l’Italie sous la législation de l’Empire byzantin et redonne aux propriétaires terriens les terres qui avaient été aliénées par l’« immonde » Totila en faveur des paysans. Ceci aggravera par la suite les conditions déjà précaires des Italiens. Comme conséquence de la guerre, des privations et des taxes, une terrible épidémie de peste s’abat sur l’Italie de 559 à 562.

## Conséquences

### Une région profondément affaiblie et transformée par la guerre

La situation en Europe en 555 après les conquêtes de Justinien.

Avec la chute du royaume ostrogoth, l'Empire byzantin rétablit la domination romaine sur l'ensemble de la péninsule. Cet état de fait est affirmé par l'adoption de la Pragmatique Sanction le 13 août 554, qui rétablit l'ordre des choses après l'intervention de Totila. L'administration civile est libérée de l'influence militaire, l'aristocratie italienne recouvre sa liberté et ses biens et l'Église catholique voit sa place confortée. En ce qui concerne l'aristocratie, les évêques et notables peuvent de nouveau élire leurs gouverneurs et les sénateurs jouissent d'une liberté d'aller et de venir à Constantinople. Rome jouit de nouveau de ses privilèges comme la distribution des vivres. Toutefois, les volontés exprimées par ce document se heurtent à la réalité des choses et aux conséquences de la guerre. Si les actes de Totila sont considérés comme nuls et non avenus et si l'aristocratie peut récupérer les biens perdus par l'intervention du monarque ostrogoth, les transferts de biens au profit d'autres Romains ne sont pas concernés. Ainsi, les bénéfices accumulés par Bessas alors qu'il gouvernait la garnison de Rome assiégée ne sont pas remis en cause alors qu'ils ont appauvri de nombreux habitants. L'illusion d'un retour à l'ordre ancien est balayé par les évolutions sociales. La main d'œuvre à la disposition des grands propriétaires terriens a vu son nombre chuter et la main d'œuvre restante est en mesure de faire valoir ses droits bien plus aisément. Enfin, la grande aristocratie est aussi fragilisée par le départ de nombre de sénateurs romains à Constantinople.
Plus généralement, c'est l'ensemble de l'Italie qui a souffert en profondeur de la guerre. La population a subi une décrue importante, surtout liée aux conséquences de la peste justinienne qui frappe la péninsule au même moment. Le monde agricole est grandement désorganisé par les campagnes militaires qui s'accompagnent de pillages et d'exactions. Les villes sont elles aussi en déclin. Rome ne compte plus que quelques dizaines de milliers d'habitants contre 500 000 à Constantinople tandis que Milan a été rasée. Seule Ravenne a été relativement épargnée et devient rapidement le cœur du pouvoir byzantin en Italie. En revanche, l'Église sort renforcée de la guerre, d'autant que la défaite des Ostrogoths porte un rude coup à l'arianisme, qui ne va pas tarder à disparaître. Les évêques deviennent des personnages clefs de l'administration municipale. Toutefois, le pape doit accepter la tutelle plus directe de l'empereur. Ainsi, dès 545, Vigile est enlevé sur ordre de Justinien avant d'être remplacé par Pélage. Si la papauté se voit garantie une prédominance formelle sur les autres patriarcats, le pape n'a pas plus de marges de manœuvres que les autres patriarches.

### Une conquête relativement éphémère
Pour l'Empire byzantin, la conquête de l'Italie lui garantit une prédominance nette sur le monde méditerranéen, d'autant que Justinien envoie un corps expéditionnaire s'emparer de la Bétique en Espagne. La mer Méditerranée est de nouveau une mare nostrum. En dominant Rome, Justinien voit sa légitimité renforcée et peut s'affirmer comme l'héritier des plus grands empereurs romains. En revanche, cette conquête reste fragile. Conquise après une lutte âpre, l'Italie apparaît comme une région périphérique d'un Empire dont le centre de gravité est plutôt situé en Orient. Le Nord de la péninsule est directement exposé à l'invasion de peuples comme les Gépides ou les Lombards et les invasions avortées des Francs et des Alamans ont démontré que les peuples barbares continuent de constituer une menace sur les terres de l'ancien Empire romain d'Occident. Dès le règne de Justin II, le successeur de Justinien, les Lombards commencent à envahir la péninsule et l'Empire ne parvient à maintenir sa suprématie que sur des régions éparses, centrées autour de Rome, de Ravenne et du Sud de l'Italie. C'est la partie méridionale de la péninsule qui résiste le mieux aux envahisseurs. Ainsi, la Sicile, préservée de la violence des combats en raison de sa conquête rapide par Bélisaire devient une région stratégiquement importante pour l'Empire, en raison de sa production abondante de blé.
En définitive, la pertinence de la conquête de l'Italie fait l'objet de jugements discordants par les historiens. Certains y voient la démonstration d'une certaine forme de mégalomanie de Justinien, engagé dans une vaine entreprise de rétablissement des frontières de l'Empire romain. L'Empire byzantin se serait épuisé dans une guerre qui a consommé des ressources importantes qui auraient pu être utilisés pour défendre les frontières traditionnelles de l'empire d'Orient, tant sur les Balkans qu'en Orient contre les Perses. D'autres historiens sont plus nuancés et estiment que cette conquête présente aussi des avantages. La conquête justinienne n'est pas considérée comme éphémère. Pendant près de cinq siècles, les Byzantins seront présents en Italie dans diverses enclaves. Cette présence aura un impact sur l'avenir de l'Italie, car elle empêchera la création de royaumes puissants sur la péninsule. La guerre gothique est un peu à l'image du règne de Justinien. Après la gloire des années 530, les années suivantes furent décevantes.
Bien que coûteuses, les guerres gothiques n’ont pas ruiné l’Empire, même après 540. Lorsque le besoin se fit sentir, des troupes importantes purent être levées rapidement. De même, de lourds tributs durent être payés à la Perse. La seule faiblesse de l’Empire était sans doute d’un point de vue démographique. Les armées sous Justinien vont devoir de plus en plus se rabattre sur des fédérés ou sur les soldats des régions battues pour garnir ses rangs. Agathias affirme que l’Empire grandement élargi ne comptait que 150 000 soldats pour le défendre. Il ajouta aussi que Justinien « aima mieux ou gagner ses ennemis par des présents, ou les armer par ses intrigues les uns contre les autres », ce qui fit dépérir les légions.

## Fonds historiques
La plupart des informations aujourd’hui disponibles sur la guerre des Goths ont été transmises par Procope de Césarée, le secrétaire de Bélisaire, qui les relate dans quatre des huit livres composant son Histoire de la guerre. Procope a participé directement aux premières phases des opérations, en particulier durant le premier siège de Rome (537-538). Mais Procope n’était pas un ami de Justinien et pour cette raison, selon certains historiens, ses affirmations et ses commentaires sont à prendre avec réserve.
Un témoignage important est fourni par l’ouvrage De origine actibusque Getarum, de l’historien Jordanès, lequel, Goth d’origine, donne une vision complémentaire de celle de Procope.